# 임팩트 레슬링 바운드 포 글로리
바운드 포 글로리(Bound for Glory)는 임팩트 레슬링이 주관하는 가장 큰 페이퍼뷰이다.

## 바운드 포 글로리 개최된 곳
| 날짜             | 개최한 곳           | 경기장                        | 관중수      | 메인 이벤트 |
| ---------------- | ------------------- | ----------------------------- | ----------- | --- |
| 2005년 10월 23일 | 올랜도              | 임팩트! 존                    | 900         | 제프 제럿 vs. 라이노 (NWA 월드 헤비웨이트 챔피언십, 스텐다드 레슬링 매치)                                                                     |
| 2006년 10월 22일 | 플라이마우스 타운쉽 | 컴퓨웨어 스포츠 아레나        | 3,600       | 제프 제럿 vs. 스팅 (NWA 월드 헤비웨이트 챔피언십, 타이틀 vs. 커리어 매치)                                                                     |
| 2007년 10월 14일 | 덜루스              | 귀넷 센터                     | 4,000       | 커트 앵글 vs. 스팅 (TNA 월드 헤비웨이트 챔피언십)                                                                                             |
| 2008년 10월 12일 | 호프만 에스테이츠   | 시어스 센터                   | 5,500       | 사모아 조 vs. 스팅 (TNA 월드 헤비웨이트 챔피언십)                                                                                             |
| 2009년 10월 18일 | 어바인              | 브렌 이벤트 센터              | 2,400       | A.J. 스타일스 vs. 스팅 (TNA 월드 헤비웨이트 챔피언십)                                                                                         |
| 2010년 10월 10일 | 데이토나 비치       | 오션 센터                     | 3,500       | 제프 하디 vs. 미스터 앤더슨 vs. 커트 앵글 (TNA 월드 헤비웨이트 챔피언십, 트리-웨이 매치)                                                      |
| 2011년 10월 16일 | 필라델피아          | 리아커라스 센터               | 3,585       | 커트 앵글 vs. 바비 루드 (TNA 월드 헤비웨이트 챔피언십)                                                                                        |
| 2012년 10월 14일 | 피닉스              | 그랜드 캐년 유니버시티 아레나 | 2,900       | 오스틴 에리스 vs. 제프 하디 (TNA 월드 헤비웨이트 챔피언십)                                                                                    |
| 2013년 10월 20일 | 샌디에이고          | 비에하스 아레나               | 3,000       | 불리 레이 vs. A.J. 스타일스 (TNA 월드 헤비웨이트 챔피언십, 노 디스퀄리피케이션 매치)                                                          |
| 2014년 10월 12일 | 도쿄                | 코라쿠엔 홀                   | 1,500       | 더 그레이트 무타 & 타지리 vs. 제임스 스톰 & 더 그레이트 사나다 (태그팀 매치)                                                                  |
| 2015년 10월 4일  | 콩코드              | 카바러스 아레나               | 1,800       | 맷 하디 vs. 이든 카터 lll vs. 드루 갤로웨이 (TNA 월드 헤비웨이트 챔피언십, 트리-웨이 매치)                                                    |
| 2016년 10월 2일  | 올랜도              | 임팩트! 존                    | 1,100       | 래슐리 vs. 이든 카터 lll (TNA 월드 헤비웨이트 챔피언십, 노 홀즈 바아드 매치)                                                                  |
| 2017년 11월 5일  | 오타와              | 애버딘 파빌리온               | 1,000       | 일라이 드레이크 vs. 쟈니 임펙트 (임팩트 글로벌 챔피언십)                                                                                      |
| 2018년 10월 14일 | 애스토리아          | 멜로즈 볼룸                   |             | 오스틴 에리스 vs. 쟈니 임펙트 (임팩트 월드 챔피언십)                                                                                          |
| 2019년 10월 20일 | 빌라 파크           | 오데움 엑스포 센터            |             | 브라이언 케이지 vs. 새미 캘러헌 (임팩트 월드 챔피언십, 노 디스퀄리피케이션 매치)                                                              |
| 2020년 10월 24일 | 내슈빌              | 스카이웨이 스튜디오스         | 무관중 경기 | 에릭 영 vs. 리치 스완 (임팩트 월드 챔피언십)                                                                                                  |
| 2021년 10월 23일 | 선라이즈 매너       | 샘스 타운 라이브              |             | 조쉬 알렉산더 vs. 무스 (임팩트 월드 챔피언십)                                                                                                 |
| 2022년 10월 7일  | 올버니              | 워싱턴 에비뉴 아모리          |             | 조쉬 알렉산더 vs. 에디 에드워즈 (임팩트 월드 챔피언십)                                                                                        |
| 2023년 10월 21일 | 시서로              | 시서로 스타디움               | 1,000       | 앨릭스 셸리 vs. 조쉬 알렉산더 (임팩트 월드 챔피언십)                                                                                          |
| 2024년 10월 26일 | 디트로이트          | 웨인 스테이트 필드하우스      |             | 시스템 (에디 에드워즈 & 브라이언 마이어스) vs. 하디즈 vs. A B C (크리스 베이 & 에이스 오스틴) (TNA 월드 태그팀 챔피언십, 풀 메탈 메이햄 매치) |

## 같이 보기
- 레슬매니아
- 스타케이드
- 노멤버 투 리멤버